# コミサロフ喜美
コミサロフ 喜美は日本の英語学者。東京外国語大学・麗澤大学非常勤講師であり、企業等を対象にコーチングも行っている。夫は英語学者のアダム・コミサロフ。
異文化コミュニケーション学会及び日本コーチ協会会員。生涯学習開発財団認定コーチ。2006年4月にJAIMS（日米科学研究所）認定エグゼクティブコーチトレーニングを修了した。

## 経歴
同志社大学文学部英文学科卒業後、日本精工に入社。海外技術企画部にてエンジニア対象国際研修に従事。その後レスリー大学（米国マサチューセッツ州）大学院に留学、異文化関係論修士号を取得。卒業後、ボストンの日本の教育機関でマネージャーとして勤務し、人事管理及び異文化コミュニケーション研修を担当。
1998年に帰国後は大学にて非常勤講師として勤務。The Society for Intercultural Education, Training and Research （SIETAR） 等の国際的学会での発表もしている。また、研修講師として日米両国の多数の企業、教育機関、官公庁を対象に、ファシリテーション、リーダーシップ、異文化コミュニケーション、コーチング、プレゼンテーション、ダイバーシティー、チームビルディング等の研修を実施。また在日外国人エグゼクティブや日本人マネージャー対象のコーチングも行っている。 
米国に5年間の他、バグダードにも2年間在住した経験がある。

## 著書
- 『異文化コミュニケーション・ワークブック』（共著、三修社）